# Karvuna, Dobrici
Karvuna (în bulgară Карвуна, în română Cuiuchioi) este un sat în comuna Balcik, regiunea Dobrici, Dobrogea de Sud, Bulgaria. 
Între anii 1913-1940 a făcut parte din plasa Balcic a județului Caliacra, România.

## Demografie
Componența etnică a satului Karvuna
     Bulgari (67,44%)
     Romi (24,41%)
     Nicio identificare (8,13%)
     Altele (0%)
La recensământul din 2011, populația satului Karvuna era de 86 locuitori. Din punct de vedere etnic, majoritatea locuitorilor (67,44%) erau bulgari, cu o minoritate de romi (24,41%). Pentru 8,13% din locuitori nu este cunoscută apartenența etnică.